# Gioele Pellino
Gioele Pellino (Foligno, 1983. augusztus 13. –) korábbi olasz motorversenyző, legutóbb a MotoGP nyolcadliteres géposztályában versenyzett.
A sorozatban 2002-ben mutatkozhatott be, az Aprilia színeiben, ebben az évben az összetett 35. helyén végzett. A következő két évben egyaránt 23. lett. 2005-ben a Malagutihoz szerződött, azonban pontot nem sikerült szereznie. 2008-ban egy versenyen indult, szabadkártyásként. Eddigi 44 versenyén 43 pontot szerzett.